# Head to the Sky
Albums de Earth, Wind & Fire
Last Days and Time
(1972) Open Our Eyes
(1974)
Singles
1. Evil
Sortie : juin 1973
2. Keep Your Head to the Sky
Sortie : octobre 1973

Head to the Sky est le quatrième album studio du groupe américain Earth, Wind and Fire, sorti en mai 1973 chez Columbia Records. 
L'album est produit par Joe Wissert. Il s'est classé à la 2e place du classement Billboard Top Soul Albums et à la 27e place du classement Billboard 200. Head to the Sky est le premier album du groupe à obtenir un disque de certification, étant certifié disque de platine aux États-Unis par la Recording Industry Association of America.

## Liste des titres
| 1. | Evil                      | Philip Bailey, Maurice White | 5:00 |
| 2. | Keep Your Head to the Sky | Maurice White                | 5:10 |
| 3. | Build Your Nest           | Maurice White, Verdine White | 3:17 |
| 4. | The World's a Masquerade  | Skip Scarborough             | 4:48 |

| 5. | Clover   | Larry Dunn, Maurice White | 5:27  |
| 6. | Zanzibar | Edu Lobo                  | 13:09 |

## Crédits
- Verdine White – voix, basse, percussion
- Philip Bailey – voix, congas, percussion
- Maurice White – voix, batterie, kalimba
- Jessica Cleaves – voix
- Johnny Graham – guitare, percussion
- Al McKay – guitare, sitar, percussion
- Larry Dunn – clarinette, piano, organ
- Ralph Johnson – batterie, percussion
- Andrew Woolfolk – saxophone soprano, flûte
- Oscar Braschear – trompette (6)

Crédits adaptés du livret de l'album.

## Classements et certifications
| Classement (1973)          | Meilleure position |
| -------------------------- | ------------------ |
| États-Unis (Billboard 200) | 27                 |
| États-Unis (Top Soul LPs)  | 2                  |

| Classement (1973)          | Position |
| -------------------------- | -------- |
| États-Unis (Billboard 200) | 71       |
| États-Unis (Top Soul LPs)  | 24       |

### Certifications
| Région                                | Certification | Ventes/Streams |
| ------------------------------------- | ------------- | -------------- |
| États-Unis (RIAA)                     | Platine       | 1 000 000^     |
| ^Mise en rayon selon la certification |               |                |